# Profronde van Drenthe 2013
La Profronde van Drenthe 2013, cinquantunesima edizione della corsa ciclistica, valida come evento dell'UCI Europe Tour 2013 categoria 1.1, si svolse il 9 marzo 2013 su un percorso di 200,7 km. Fu vinta dallo svedese Alexander Wetterhall, che terminò la gara in 4h 56' 47" alla media di 40,575 km/h.
Dei 155 ciclisti alla partenza furono 33 a portare a termine la competizione.

## Squadre e corridori partecipanti
| N.    | Cod. | Squadra                     |
| ----- | ---- | --------------------------- |
| 1-8   | VCD  | Vacansoleil-DCM             |
| 11-18 | LTB  | Lotto-Belisol Team          |
| 21-28 | TST  | Team Saxo-Tinkoff           |
| 31-38 | EUS  | Euskaltel-Euskadi           |
| 41-48 | BLA  | Blanco Pro Cycling Team     |
| 51-58 | ARG  | Team Argos-Shimano          |
| 61-68 | BAR  | Bardiani Valvole-CSF Inox   |
| 71-78 | CRE  | Crelan-Euphony              |
| 81-88 | TSV  | Topsport Vlaanderen-Baloise |
| 91-98 | CSS  | Champion System             |

| N.      | Cod. | Squadra                         |
| ------- | ---- | ------------------------------- |
| 101-108 | CJR  | Caja Rural                      |
| 111-118 | TNE  | Team NetApp-Endura              |
| 121-128 | MTN  | MTN-Qhubeka                     |
| 131-138 | RVL  | RusVelo                         |
| 141-148 | UHC  | UnitedHealthcare Pro Cycling T. |
| 151-158 | RIJ  | Cyclingteam De Rijke-Shanks     |
| 161-168 | CJP  | Cyclingteam Jo Piels            |
| 171-178 | KOG  | Koga Cycling Team               |
| 181-188 | MET  | Metec-TKH Continental           |
| 191-198 | TNN  | Team Novo Nordisk               |

## Ordine d'arrivo (Top 10)
| Pos. | Corridore            | Squadra        | Tempo    |
| ---- | -------------------- | -------------- | -------- |
| 1    | Alexander Wetterhall | NetApp-Endura  | 4h56'47" |
| 2    | Markus Eichler       | NetApp-Endura  | a 46"    |
| 3    | Andreas Schillinger  | NetApp-Endura  | s.t.     |
| 4    | Wesley Kreder        | Vacansoleil    | s.t.     |
| 5    | Danny van Poppel     | Vacansoleil    | a 49"    |
| 6    | Elmar Reinders       | Metec-TKH      | a 1'03"  |
| 7    | Sonny Colbrelli      | Bardiani Valv. | a 1'21"  |
| 8    | Roy Sentjens         | De Rijke-Sh.   | s.t.     |
| 9    | Maurits Lammertink   | Vacansoleil    | s.t.     |
| 10   | Jonas Aaen Jørgensen | Saxo-Tinkoff   | a 1'24"  |